# Франце Железникар
Франце Железникар (1843 — 1903), кројачки радник и један од првих словеначких социјалиста.

## Биографија
Рођен је 1. децембра 1843. године у Љубљани. Потиче из радничке породице, његов отац Фран је био кројач. После завршене основне школе, у родном месту је учио кројачки занат. У периоду од 1860. до 1868. године је радио у Грацу, Марибору, Трсту и Бечу, а потом се вратио у Љубљану.
Године 1868. је због учешћа у једној тучи, у љубљанском насељу Вевче, био осуђен на шест недеља затвора. Потом је 1869. године отишао најпре у Швајцарску, а потом у Француску. Године 1871. године, када је у Паризу била успостављена чувена „Париска комуна“, Франце је живео у Лиону. Иако није учествовао у комуни, она је оставила на њега велики утицај. Године 1873. у Паризу је постао члан републиканског словеначког кружока. По повратку у Љубљану, 1880. године је отворио кројачку радњу. Од 1881. године је политички деловао међу занатлијама, а потом се повезао и са индустријским радницима.
У периоду од 1881. до 1884. године је са листом „Народни глас“ заступао радикалне идеје у радничком покрету и имао симпатије према анархизму. Године 1884. је основао друштво са радикалним радничким ставовима. Ово друштво је било распуштено у децембру исте године, а Железникар је са осталим организаторима, међу којима је било и анархиста био осуђен на процесу у Клагенфурту. Био је првобитно осуђен на осам година тешког рада, али му је након притужбе од стране Вишег регионални суд у Грацу, казна била повећана на 10 година. Била је ово максимална казна за политичке прекршаје у Крањској. Затворску казну је служио у затвору Субен у Горњој Аустрији, али је 1892. године био помилован.
Након пуштања на слободу, придружио се социјалдемократском покрету и 1896. године учествовао у оснивању Југословенске социјалдемократске странке (ЈСДС). У радничком покрету је остао активан до своје смрти - 23. фебруара 1903. године.